# Sittenbach (Odelzhausen)
Koordinaten: 48° 20′ N, 11° 14′ O
Sittenbach ist ein Gemeindeteil der Gemeinde Odelzhausen im Landkreis Dachau (Bayern).

## Geographie
Das Pfarrdorf Sittenbach befindet sich etwa zwei Kilometer nordöstlich von Odelzhausen am nördlichen Rand des Glonn-Tals.

## Geschichte
Erstmals schriftlich erwähnt wurde eine Kirche in Sittenbach um das Jahr 1180. Im Jahr 1293 verkaufte ein Friedrich von Freundsberg den Brüdern Rapoto und Otto von Eisenhofen neben mehreren Höfen auch die Vogtei über die Kirche Sickhenpach.
Der heutige Kirchenbau wurde 1464 im gotischen Stil errichtet und 1680 nach einem schweren Unwetter renoviert und erweitert. Die 1818 mit dem bayerischen Gemeindeedikt gebildete selbständige Gemeinde Sittenbach wurde am 1. Januar 1976 mit den Ortsteile Gaggers, Roßbach, Sankt Johann und Sixtnitgern in die Gemeinde Odelzhausen eingegliedert.

## Sehenswürdigkeiten

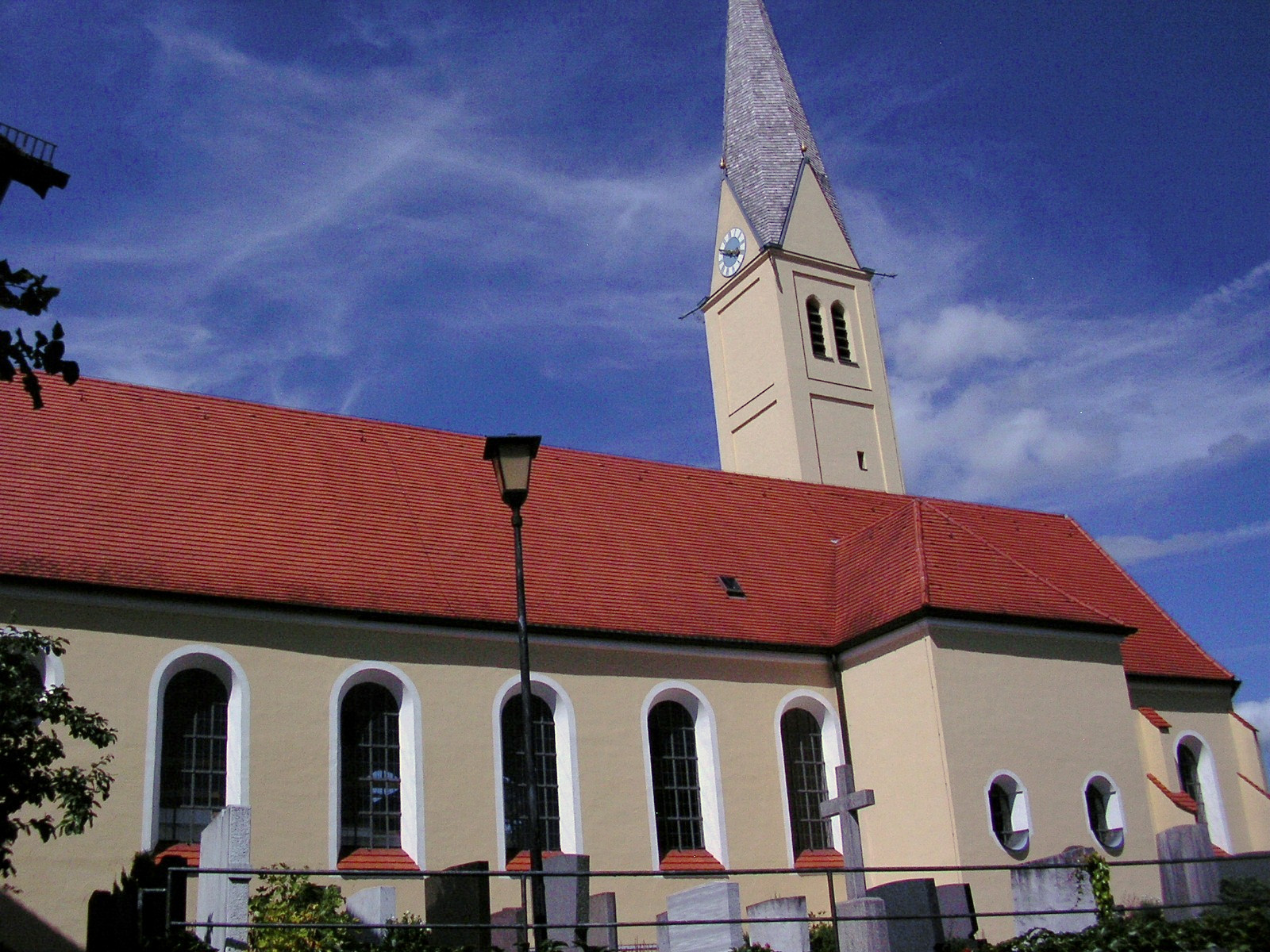
Kirche St. Laurentius

- Katholische Pfarrkirche St. Laurentius[2]: 1464, um 1760 umgestaltet; Rokoko-Kirche mit Schiffs-Kanzel
- Geiselwieskapelle: Anfang 19. Jahrhundert, Umbau 1966
- Gemeindehaus: Das 1910 gebaute Katholische Vereinshaus besticht durch seine Baugestalt mit Walmdach, Erkern und Giebeln. Der Heimatverein Sittenbach[3] bemüht sich seit Jahren um den Erhalt des Gemeindehauses.[4][5]